# Henry F. Niedringhaus
Henry Frederick Niedringhaus (* 15. Dezember 1864 in St. Louis, Missouri; † 3. August 1941 ebenda) war ein US-amerikanischer Politiker. Zwischen 1927 und 1933 vertrat er den Bundesstaat  Missouri im US-Repräsentantenhaus.

## Werdegang
Henry Niedringhaus war ein Neffe des Kongressabgeordneten Frederick G. Niedringhaus (1837–1922). Er besuchte die öffentlichen Schulen seiner Heimat und danach das Central Wesleyan College in Warrenton. Anschließend setzte er seine Ausbildung an der Smith Academy, die zur Washington University in St. Louis gehört, fort. In den folgenden Jahren arbeitete Niedringhaus im Handwerk. Dabei stieg er bis zum Hauptgeschäftsführer der in Granite City (Illinois) ansässigen Firma National Enameling & Stamping Co. auf. Seit 1924 bis zu seinem Tod im Jahr 1941 fungierte er als Vorsitzender des Aufsichtsrats am Shriners’ Hospital in St. Louis, das sich um behinderte Kinder kümmerte.
Politisch war Niedringhaus Mitglied der Republikanischen Partei. Bei den Kongresswahlen des Jahres 1926 wurde er im zehnten Wahlbezirk von Missouri in das US-Repräsentantenhaus in Washington, D.C. gewählt, wo er am 4. März 1927 die Nachfolge von Cleveland A. Newton antrat. Nach zwei Wiederwahlen konnte er bis zum 3. März 1933 drei Legislaturperioden im Kongress absolvieren. Seit 1929 war auch die Arbeit des US-Repräsentantenhauses von den Ereignissen der Weltwirtschaftskrise bestimmt. Bei den Wahlen des Jahres 1932 wurde Niedringhaus ein Opfer des Bundestrends zu Gunsten der Demokratischen Partei, als er gegen deren Kandidat Frank H. Lee verlor.
Nach seinem Ausscheiden aus dem US-Repräsentantenhaus zog sich Henry Niedringhaus sowohl aus der Politik als auch aus dem Arbeitsleben in den Ruhestand zurück, den er in seiner Heimatstadt St. Louis verbrachte. Dort ist er am 3. August 1941 auch verstorben.